# Sarah Coope
Sarah Coope es una deportista británica que compitió en triatlón y duatlón.
Ganó tres medallas en el Campeonato Europeo de Triatlón entre los años 1985 y 1987. Además, obtuvo dos medallas de oro en el Campeonato Europeo de Triatlón de Larga Distancia, en los años 1987 y 1989, y tres medallas en el Campeonato Europeo de Triatlón de Media Distancia entre los años 1986 y 1988. En Ironman ganó una medalla de bronce en el Campeonato Mundial de 1991.
En duatlón consiguió una medalla de plata en el Campeonato Europeo de 1991.

## Palmarés internacional
| Campeonato Europeo | Campeonato Europeo          | Campeonato Europeo | Campeonato Europeo |
| Año                | Lugar                       | Medalla            | Prueba             |
| ------------------ | --------------------------- | ------------------ | ------------------ |
| 1985               | Immenstadt (RFA)            | Medalla de bronce  | Individual         |
| 1986               | Milton Keynes (Reino Unido) | Medalla de bronce  | Individual         |
| 1987               | Marsella (Francia)          | Medalla de oro     | Individual         |

| Campeonato Europeo | Campeonato Europeo   | Campeonato Europeo | Campeonato Europeo |
| Año                | Lugar                | Medalla            | Prueba             |
| ------------------ | -------------------- | ------------------ | ------------------ |
| 1986               | Brasschaat (Bélgica) | Medalla de plata   | Individual         |
| 1987               | Roth (RFA)           | Medalla de oro     | Individual         |
| 1988               | Stein (Países Bajos) | Medalla de oro     | Individual         |

| Campeonato Europeo | Campeonato Europeo   | Campeonato Europeo | Campeonato Europeo |
| Año                | Lugar                | Medalla            | Prueba             |
| ------------------ | -------------------- | ------------------ | ------------------ |
| 1987               | Joroinen (Finlandia) | Medalla de oro     | Individual         |
| 1989               | Rødekro (Dinamarca)  | Medalla de oro     | Individual         |

| Campeonato Mundial | Campeonato Mundial     | Campeonato Mundial | Campeonato Mundial |
| Año                | Lugar                  | Medalla            | Prueba             |
| ------------------ | ---------------------- | ------------------ | ------------------ |
| 1991               | Hawái (Estados Unidos) | Medalla de bronce  | Individual         |

| Campeonato Europeo | Campeonato Europeo       | Campeonato Europeo | Campeonato Europeo |
| Año                | Lugar                    | Medalla            | Prueba             |
| ------------------ | ------------------------ | ------------------ | ------------------ |
| 1991               | Birmingham (Reino Unido) | Medalla de plata   | Individual         |